# Zabytki sakralne Choszczna

## Kościół franciszkański
Klasztor wraz z kościołem został ufundowany w końcu XIII w. Zakonnicy zostali sprowadzeni do Choszczna po 1285 roku. Założenie klasztorne zostało usytuowane w południowo-zachodnim kwartale miasta, tuż koło obwarowań obronnych. Zespół klasztorny tworzył według K. Berga zamknięty czworobok, składający się z kościoła od północy i z połączonych z nim trzech skrzydeł. W środku znajdował się wirydarz. Kościół klasztorny-bezwieżowy, trójnawowy, z zamkniętym trójbocznie prezbiterium, miał długość 49m. A szerokość 17m. Od strony południowej przylegał do kościoła klasztor z krużgankiem i kapitularzem, oddzielony od kościoła wysoką sienią. Do końca XIX wieku przetrwała jedynie ruina kościoła i skrzydło wschodnie, gdzie zachowała się kamienna płyta z 1313 roku. Pierwszy raz klasztor spłonął 20 lipca 1511 roku, drugi raz z kościołem 24 marca 1637. W 1650 r. zawaliła się ściana frontowa kościoła. Nie odbudowano go i w XVIII w. Stały już tylko mury obwodowe. Klasztor funkcjonował w Choszcznie do pocz. XVI w. Reformację tutaj przeprowadził w 1536 roku Jerzy Buchholtzer. 

## Kaplica pielgrzymkowa
Wzniesiono ją poza murami miasta i stąd nazwano „Wallfartskapelle”. Znajdowała się ona obok wzgórza kalek, przy drodze z Choszczna do Radunia. Nazwa wzgórza wzięła się stąd, że do kaplicy odbywali pielgrzymki chorzy i kalecy z Polski i Pomorza. Stosunkowo mało wiadomo o jej wyglądzie, ale najprawdopodobniej była taka jak inne kaplice na Pomorzu, wzniesiona na planie wielokąta. W pobliżu mógł znajdować się cmentarz dla osób spoza społeczności miejskiej – żebraków, żołnierzy, służby i skazanych. Margrabia Jan z Kostrzyna, wprowadzając w kraju reformację, nakazał w 1551 roku rozwiązać w Nowej Marchii wszystkie kaplice, także dotyczyło to kaplicy NMP w Choszcznie.

## Szpital św. Jerzego
Szpital powstał na przełomie XV/XVI wieku. Podobnie jak inne szpitale św. Jerzego przeznaczone były dla ubogich mieszczan, którzy nie mogli uiścić wymaganej w mieście odpłaty. Przyjęcie do szpitala w Choszcznie w 1568 roku kosztowało 6 florenów i 8 groszy, czyli o połowę mniej niż w pobliskim szpitalu św. Ducha, gdzie wymagano 14 florenów. Utrzymywanie szpitala było trudnym zadaniem. Na ten cel przyjmowano daniny pieniężne i w naturze (zboże, 4 świnie roczne, chleb, piwo, itp...). Szpitale posiadały także własną ziemię uprawną. Św. Jerzy otrzymał 1,5 łana ziemi wraz z jeziorem położonym na zachód od miasta. Było ono połączone z jeziorem Stobno. Szpital wraz z kaplicą został zbudowany nad brzegiem jeziora Kluki, na zachód od Bramy Kamiennej. Wokół szpitala powstał niewielki cmentarz, gdzie chowano zmarłych od średniowiecza. Cmentarz był otoczony kamiennym murkiem. Średniowieczny budynek szpitalny uległ zniszczeniu w XVII wieku i odbudowano go w 1740 roku. Później przebudowany w 1795 i w 1832 roku. Nowy szpital św. Jerzego został wzniesiony w 1895 r. XIX-wieczny budynek dotrwał do początków XX wieku.

## Szpital św. Ducha
Szpital św. Ducha powstał prawdopodobnie w końcu XIII wieku. Podobnie jak inne duchackie szpitale tak i ten składał się z trzech części: z domu dla chorych (infirimeria), kościoła lub kaplicy oraz cmentarza. Panorama Choszczna Meriana z połowy XVII wieku potwierdza istnienie w Choszcznie szpitala św. Ducha założonego z dwóch piętrowych budynków przypominających szczeciński kościół i szpital św. Gertrudy. Szpital ocalał z wielkiego pożaru w 1637 r., ale spłonął w dniu 6 marca 1672 roku. W 1732 roku dokumenty magistratu określiły go mianem „rudery”. W następnych latach został rozebrany i wzniesiono nowy szpital w innym miejscu z tym samym wezwaniem ale już bez kaplicy. W 1739 roku stał koło ulicy i Bramy Młyńskiej. W XVIII wieku przyjmowano do szpitala chłopców do 5 lat z rodzin chłopskich, ale korzystała ze szpitala głównie społeczność miejska.

## Kościół św. Jakuba Apostoła
Pierwsza wzmianka o tym kościele pochodzi dopiero z 1491 roku. Kościół został wzniesiony poza murami miasta. Wybudowano go w pobliżu fosy i wałów obronnych, od zachodniej strony miasta, przed Bramą Kamienną. Kościół typu halowego, bez wieży, orientowany. Od wschodu był zamknięty pięciobocznym prezbiterium. Wokół kościoła, a zwłaszcza od strony północnej i zachodniej, urządzono cmentarz dla ubogich. Cmentarz przylegał zachodnim skrajem do pobliskiego wzgórza. Podobnie jak i do choszczeńskiej kaplicy NMP, tak do kościoła św. Jakuba, przybywali liczni pielgrzymi i goście. Najwięcej z Polski i Pomorza, ale także i z krajów niemieckich. Uposażenie kościoła nie jest znane. Przypuszcza się, że w XVI wieku stanowiło ono część z 24 łanów gruntu wszystkich świątyń w Choszcznie. Kościół św. Jakuba padł ofiarą wojny trzydziestoletniej. W dniu 1 kwietnia 1631 r., żołnierze cesarscy przywlekli tutaj poległych podczas szturmu na miasto Szwedów i podpalili kościół. Ponownie spłonął on 24 marca 1637 roku. Z powodu trudności, jakie miasto miało w tym czasie, długo tej świątyni nie odbudowywano. Pierwszeństwo miał tutaj kościół NMP, także zniszczony tego samego dnia. W 1650 r., kościół św. Jakuba stał wypalony i porzucony, a mieszkańcy Choszczna zaczęli go częściowo rozbierać na cele budowlane. 

## Kościół parafialny pw. Narodzenia Najświętszej Marii Panny
Zasugerowano, aby ta sekcja została przeniesiona do artykułu Kościół Narodzenia Najświętszej Maryi Panny w Choszcznie.

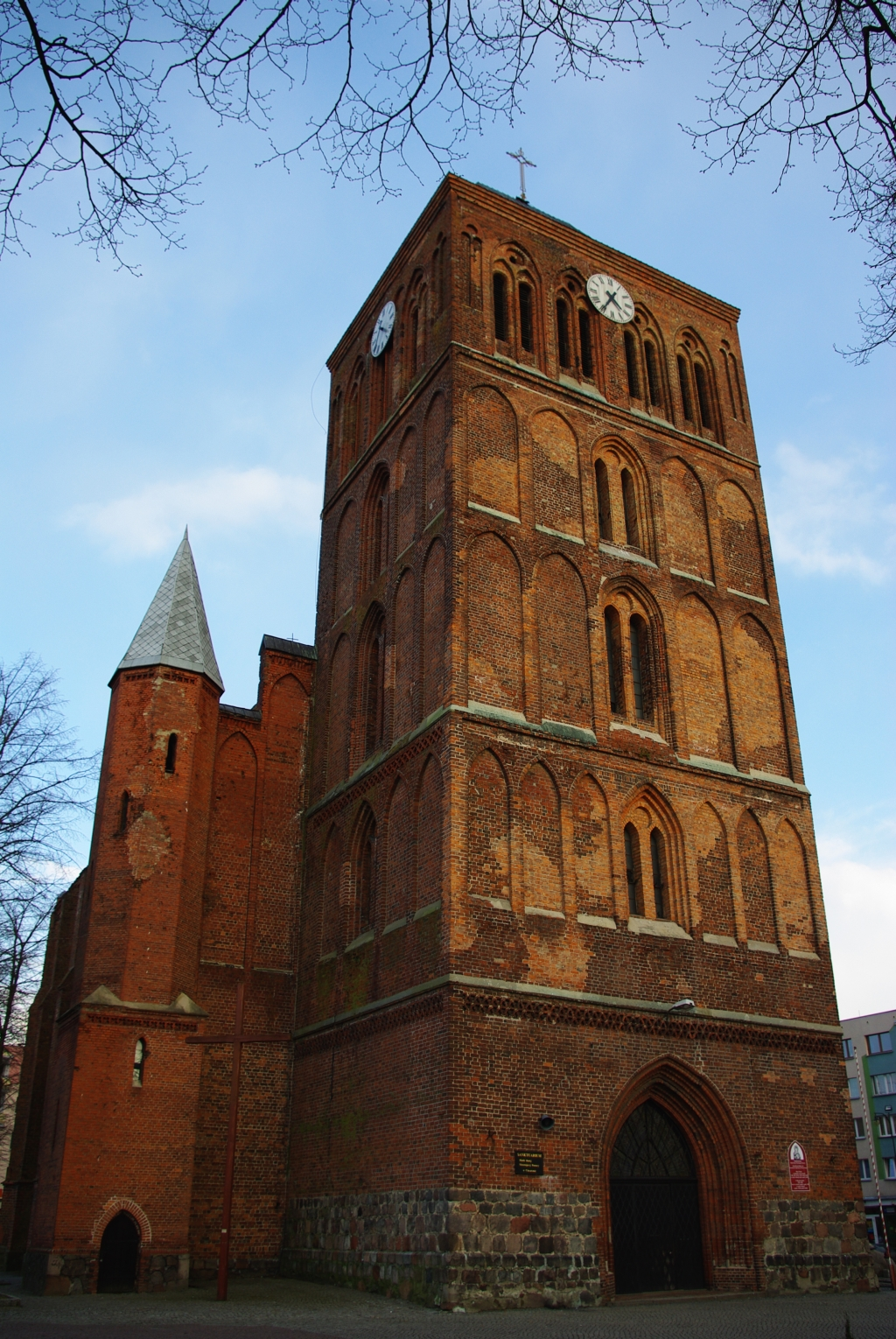
Frontowa wieża Kościoła parafialnego pod wezwaniem NNMP

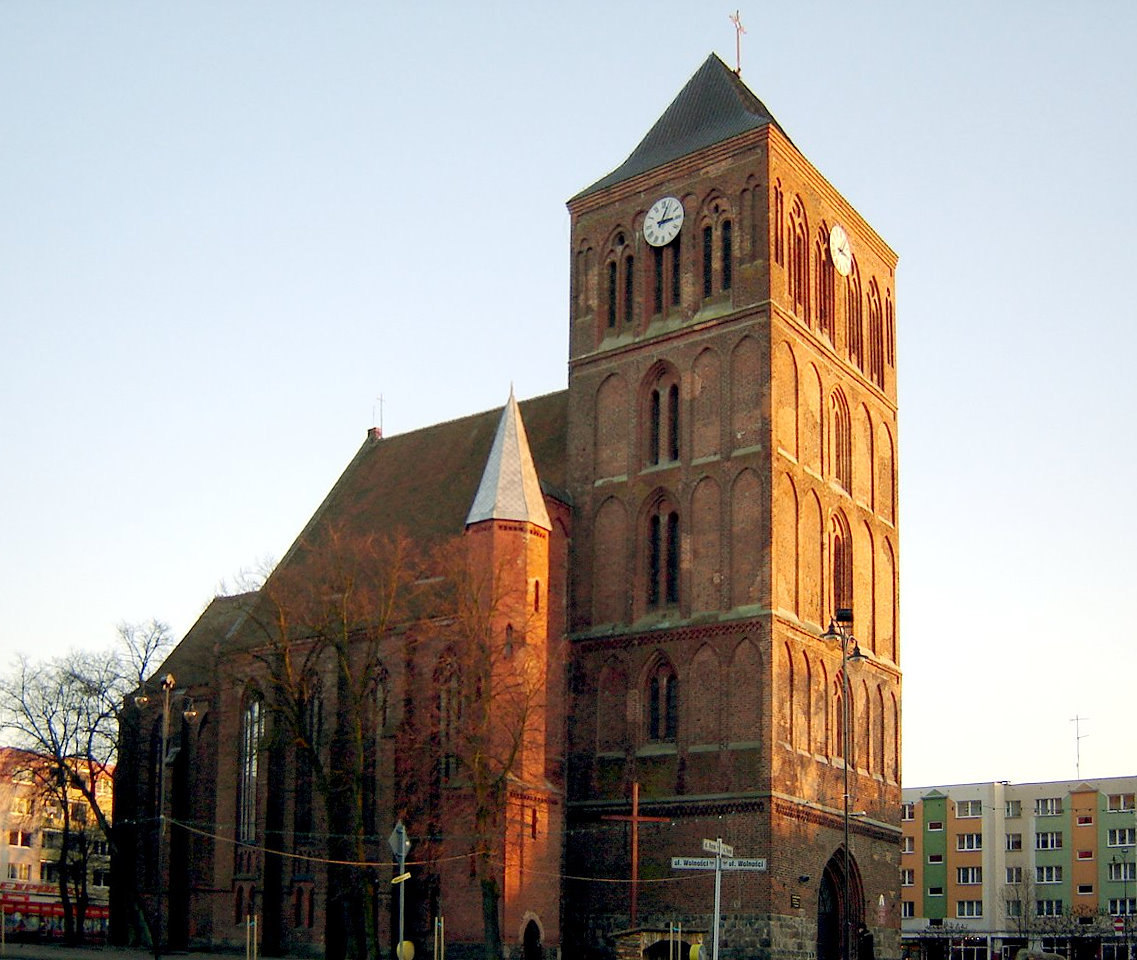
Sanktuarium Matki Boskiej Nieustającej Pomocy. Kościół Parafialny pw. NNMP (budowla w stylu gotyckim)

Najprawdopodobniej w miejscu gotyckiego kościoła stała w XIII wieku romańska, kamienna świątynia. Mogła być wzniesiona, zaraz po otrzymaniu tegoż obszaru w 1232–1233 roku od księcia Władysława Odonica, przez cystersów kołbackich. Cystersi wznieśli dwór lub folwark koło j. Sowno. W 1269 roku mnisi i konwersi z tego folwarku zostali wypędzeni przez margrabiów brandenburskich. Obszar, na którym zbudowany był kościół pozostawał jednak oficjalnie pod patronatem cystersów do czasów ich rezygnacji w 1282 roku. W rękach margrabiów brandenburskich był od 1269, gdyż około 1284 roku lokowali oni tutaj miasto Arnswalde (dzisiejsze Choszczno). Kościół Najświętszej Marii Panny jest trójnawową halą z wydłużonym, trójbocznie zamkniętym prezbiterium. Od zachodu przylega do świątyni czworoboczna wieża. Zanim przystąpiono do budowy gotyckiej świątyni ceglanej, rozebrano częściowo budowlę kamienną. Rozbierając kościół kamienny z XIII wieku, pozostawiono do połowy XIV wieku romańską wieżę. Kościół w Choszcznie wzniesiono w I poł. XIV wieku. W 1350 ufundowano ołtarz do kościoła NMP. Kościół NMP w Choszcznie wykazuje związki z budownictwem Pomorza i Brandenburgii. Zaznaczyły na nim swój wpływ zaodrzańskie strzechy budowlane, jednak najmocniej mogły zaważyć tutaj związki z Angermünde, ponieważ Choszczno (Arnswalde) było lokowane na wzorcu tegoż miasta. 
Jedynym zabytkiem plastyki figuralnej choszczeńskiego kościoła jest gotyckiej sedilium, znajdujące się w południowej ścianie prezbiterium. Ceglany tympanon niszy tworzy tzw. „Drzewo Jessiego” z rodowodem Chrystusa. W środku wyobrażenia umieszczono ukrzyżowanego Chrystusa, a po jego bokach postacie św. Marii, patronki miejscowego kościoła, oraz św. Jana – opiekuna joannitów. W zwojach winnej latorośli, pomiędzy liśćmi i owocami, umieszczono w szachowniczym układzie popiersia 21 mężczyzn z pustymi banderolami. W choszczeńskim sedilium przenikają się treści mityczne „lignum vite” oraz rodowodu Chrystusa. Zabytek ten pochodzi z pierwszej połowy XIV wieku. Cała budowla kościelna poważnie ucierpiała w pożarze miasta 20 lipca 1511 r. Spłonął dach korpusu i wieża. Zniszczeniu uległy wówczas stare dzwony, możliwe także, że również ołtarz św. Marii. W pożarze z 1511 roku spłonęły także średniowieczne dzwony. Trzy nowe umieszczono na wieży w 1520 roku wykonane przez stargardzkiego ludwisarza Lutke Rose. Na jednym z nich wyryty był relief z Chrystusem i św. Marią. Po wprowadzeniu w Choszcznie reformacji 1536/37. Przystąpiono do wznoszenia balkonów. Przebudowywano je potem w XIX wieku. Po licznych pożarach i zniszczeniach w latach 1859–1862 przeprowadzono gruntowny remont kościoła NMP. Zrekonstruowano wówczas sklepienia gwiaździste. W prezbiterium uzupełniono zniszczenia części sklepienia krzyżowo-żebrowego, założono nowe zworniki. Stara zakrystia została rozebrana, a nową dwuprzęsłową dobudowano. We wnętrzu otynkowano ośmioboczne filary i ozdobiono je kapitelami roślinnymi. Dolne partie okien w korpusie i chórze zostały zamurowane. W fasadzie zachodniej dostawiono dwie ośmioboczne wieżyczki. Portal główny otrzymał nowe profile. W XVIII wieku wieża liczyła 77 metrów wysokości, a w 1860, 65 metrów. Podczas I wojny światowej masowo zabierano dzwony z kościołów. Na potrzeby wojny w 1917 roku zabrano z kościoła NMP dwa dzwony a pozostawiono jedynie „średni” z 1643 roku. W 1945 roku został przestrzelony dzwon z 1643 r. Jest przechowywany w Choszcznie do dzisiaj. Podczas oblężenia Choszczna w 1945 roku zniszczeniu uległ dach korpusu, sklepienia okien, portale i mury wieży. Po zakończeniu działań wojennych kościół został zabezpieczony. Odbudowę zaczęto od przykrycia korpusu nawowego i prezbiterium dachem. Na chórze wymurowano sklepienie krzyżowo-żebrowe. Rozebrano neogotyckie empory. We wnętrzu nałożono tynki na ściany i sklepienia. Prezbiterium oddano 8 grudnia 1947 roku. Od 1956 rozpoczęto prace konserwacyjne, które miały nadać kościołowi wygląd nawiązujący do pierwotnego gotyckiego stanu, odbudowę wnętrz zakończono 21 kwietnia 1957 r. Po odbudowaniu wieży w 1968 roku rozpoczęto prace nad oszkleniem całego kościoła, wprawiano kolorowe szkło witrażowe, zrobiono ołtarz z miedzi, chrzcielnice i ołtarz Matki Boskiej Nieustającej Pomocy. W 1975 r. wnętrze zostało wymalowane, w 1978 r. zrobiono nowe ławki i konfesjonały z dębowego drewna, w 1984 r. rozpoczęto budowę domu parafialnego w pobliżu kościoła. Budowę zakończono w 1987 roku. W latach 1984–1990 prowadzono prace zabezpieczające przed pękaniem sklepień i ścian, a w roku 1990 odrestaurowano więźbę dachową i jej zabezpieczenia. Prace z lat 1991–1992 polegały na pokryciu dachu blachą miedzianą oraz wymianą części posadzek w zakrystii i przy bocznych ołtarzach. W 1994 r. uzupełniono ubytki zaprawy na zewnątrz ściany wschodniej na nawie głównej. Na przełomie 1995–1996 rozpoczęto prace konserwatorskie XIV-wiecznego sedilium „Drzewa Jessiego” oraz zrekonstruowano wieżyczkę przy bocznej nawie.
Z wyposażenia historycznego przetrwało jedynie niewiele elementów. Należą do nich:
- płaskorzeźba ceramiczna w arkadzie na południowej ścianie prezbiterium z przedstawieniem Chrystusa Ukrzyżowanego na drzewie Jessiego z ok. 1350 r.;
- belka teczowa, z 1865 r. ze współczesnymi rzeźbami, wykonanymi przez A. Trajkiewicza,
- epitafium Mikołaja Rebentischa z 1575 r.,
- epitafium Scholastyki Elżbiety von Schade z 1787 r.,
- chrzcielnica neogotycka, ze sztucznego kamienia z II poł. XIX wieku,
- chrzcielnica z miedzi (współczesna)

### Sanktuarium Maryjne
Ksiądz abp Marian Przykucki, po zapoznaniu się ze starym i obecnym kultem maryjnym w Choszcznie wyraził życzenie aby utworzyć tu Sanktuarium Matki Boskiej Nieustającej Pomocy. Uroczyste ustanowienie sanktuarium w obecności metropolity szczecińsko-kamieńskiego nastąpiło 8 grudnia 1993 r. Kościół pw. Narodzenia Najświętszej Maryi Panny w Choszcznie jest przykładem podwójnej rekonstrukcji: najpierw odbudowano z ruin świątynię, potem ożywiono nabożeństwo Maryjne i kult Najświętszej Maryi Panny, który od średniowiecza, mimo protestantyzmu, przetrwał i doczekał się pełnego rozkwitu .

## Kościół katolicki pw. Narodzenia Najświętszej Marii Panny
Katolicy w Choszcznie od XVI wieku byli mniejszością religijną. 10 lipca 1900 ufundowano w Choszcznie kościół katolicki, a w osiem lat później erygowano tutaj parafię pod wezwaniem Narodzenia NMP. Kościół został poświęcony 27 sierpnia 1911 kościół został zbudowany na wzniesieniu, pomiędzy jeziorem Kluki a dworcem kolejowym, w pobliżu wzgórza kolejowego. Była to budowla jednonawowa, z wydzielonym prezbiterium, trójbocznie zamkniętym. W korpusie świątyni szczyty blendowane. Wieża wzniesiona została od zachodniej strony kościoła, na planie kwadratu. Dach spiczasty z latarnią. Z każdej strony wieży umieszczony był zegar. Kościół katolicki był konsekrowany 26 września 1926. Podczas walk w lutym 1945 roku został uszkodzony, ale w dużo mniejszym stopniu niż kościół ewangelicki położony w centrum miasta. Po wojnie zdecydowano o jego rozbiórce w celu uzyskania materiału budowlanego.